# Tetranchyroderma
Genre
Synonymes
- Echinodasys Remane, 1927

Tetranchyroderma est un genre de gastrotriches de la famille des Thaumastodermatidae.

## Liste des espèces
Selon World Register of Marine Species (25 juin 2025) :
- Tetranchyroderma aapton Dal Zotto, Ghiviriga & Todaro, 2010
- Tetranchyroderma adeleae Hochberg, 2008
- Tetranchyroderma aethesbregmum Lee & Chang, 2012
- Tetranchyroderma anisoankyrum Lee, 2012
- Tetranchyroderma anomalopsum Hummon, Todaro, Balsamo & Tongiorgi, 1996
- Tetranchyroderma antenniphorum Hummon & Todaro, 2010
- Tetranchyroderma aphenothigmum Hummon, Todaro, Tongiorgi & Balsamo, 1998
- Tetranchyroderma apum Remane, 1927
- Tetranchyroderma arcticum Clausen, 2000
- Tetranchyroderma australiense Nicholas & Todaro, 2006
- Tetranchyroderma boadeni Schrom, 1970
- Tetranchyroderma boreale Clausen, 2000
- Tetranchyroderma bronchostylus Atherton & Hochberg, 2012
- Tetranchyroderma bulbosum Clausen, 2000
- Tetranchyroderma bunti (Thane-Fenchel, 1970)
- Tetranchyroderma canariense Todaro, Ancona, Marzano, Gallo-D'Addabbo & De Zio-Grimaldi, 2003
- Tetranchyroderma cirrophorum Lévi, 1950
- Tetranchyroderma coeliopodium Boaden, 1963
- Tetranchyroderma copicirratum Hummon, 2008
- Tetranchyroderma corallium Hummon, 2011
- Tetranchyroderma coreense Lee, 2012
- Tetranchyroderma dendricum Saito, 1937
- Tetranchyroderma dragescoi Swedmark, 1967
- Tetranchyroderma enallosum Hummon, 1977
- Tetranchyroderma esarabdophorum Tongiorgi & Balsamo, 1984
- Tetranchyroderma faroense Clausen, 2004
- Tetranchyroderma forceps d'Hondt & Balsamo, 2009
- Tetranchyroderma garraffoni Araújo & Hochberg, 2017
- Tetranchyroderma gausancrum Hummon, 2008
- Tetranchyroderma gracilium Chang, Lee & Clausen, 1998
- Tetranchyroderma heterotentaculatum Chang & Lee, 2001
- Tetranchyroderma heterotubulatum Hummon, Todaro & Tongiorgi, 1993
- Tetranchyroderma hirtum Luporini, Magagnini & Tongiorgi, 1973
- Tetranchyroderma hoonsooi Chang & Lee, 2001
- Tetranchyroderma hummoni Lee, Chang & Kim, 2017
- Tetranchyroderma hyponiglarum Hummon & Todaro, 2009
- Tetranchyroderma hypopsilancrum Hummon, Todaro & Tongiorgi, 1993
- Tetranchyroderma hystrix Remane, 1926
- Tetranchyroderma inaequitubulatum Todaro, Balsamo & Tongiorgi, 2002
- Tetranchyroderma indicum Rao & Ganapati, 1968
- Tetranchyroderma insolitum Lee & Chang, 2012
- Tetranchyroderma insulare Balsamo, Fregni & Tongiorgi, 1994
- Tetranchyroderma interstitialis Hummon, 2008
- Tetranchyroderma kontosomum Hummon, Todaro, Balsamo & Tongiorgi, 1996
- Tetranchyroderma korynetum Hummon & Todaro, 2009
- Tetranchyroderma lameshurensis Hummon, 2008
- Tetranchyroderma littoralis Rao, 1981
- Tetranchyroderma longipedum Hummon, 2008
- Tetranchyroderma mainensis Hummon & Guadiz, 2009
- Tetranchyroderma massiliense Swedmark, 1956
- Tetranchyroderma megabitubulatum Lee & Chang, 2012
- Tetranchyroderma megastomum (Remane, 1927)
- Tetranchyroderma monokerosum Lee & Chang, 2007
- Tetranchyroderma multicirratum Lee & Chang, 2007
- Tetranchyroderma norvegicum Clausen, 1996
- Tetranchyroderma oblongum Lee, 2012
- Tetranchyroderma oligopentancrum Hummon & Todaro, 2009
- Tetranchyroderma pachysomum Hummon, Todaro & Tongiorgi, 1993
- Tetranchyroderma pacificum Schmidt, 1974
- Tetranchyroderma papii Gerlach, 1953
- Tetranchyroderma paradoxum Thane-Fenchel, 1970
- Tetranchyroderma paralittorale Rao, 1991
- Tetranchyroderma parapapii Hummon, 2009
- Tetranchyroderma pentaspersus Nicholas & Todaro, 2006
- Tetranchyroderma pinnatum Lee, 2012
- Tetranchyroderma polyacanthum (Remane, 1927)
- Tetranchyroderma polypodium Luporini, Magagnini & Tongiorgi, 1971
- Tetranchyroderma polyprobolostomum Hummon, Todaro, Balsamo & Tongiorgi, 1996
- Tetranchyroderma psilotopum Hummon, Todaro, Tongiorgi & Balsamo, 1998
- Tetranchyroderma pugetense Wieser, 1957
- Tetranchyroderma quadritentaculatum Todaro, Balsamo & Tongiorgi, 1992
- Tetranchyroderma rhopalotum Hummon, 2011
- Tetranchyroderma sanctaecaterinae Todaro, Balsamo & Tongiorgi, 1992
- Tetranchyroderma sardum Todaro, Balsamo & Tongiorgi, 1988
- Tetranchyroderma schizocirratum Chang, Kubota & Shirayama, 2002
- Tetranchyroderma sinaiensis Hummon, 2011
- Tetranchyroderma suecicum Boaden, 1960
- Tetranchyroderma swedmarki Rao & Ganapati, 1968
- Tetranchyroderma symphorochetum Hummon, Todaro, Tongiorgi & Balsamo, 1998
- Tetranchyroderma tanymesatherum Hummon, Todaro, Balsamo & Tongiorgi, 1996
- Tetranchyroderma tentaculatum Rao, 1993
- Tetranchyroderma thysanogaster Boaden, 1965
- Tetranchyroderma thysanophorum Hummon, Todaro & Tongiorgi, 1993
- Tetranchyroderma tribolosum Clausen, 1965
- Tetranchyroderma verum Wilke, 1954
- Tetranchyroderma weissi Todaro, 2002
- Tetranchyroderma xenodactylum Hummon, 2011

## Systématique
Ce genre a été décrit par Remane en 1926.
Echinodasys a été placé en synonymie par Remane en 1936.

## Publication originale
- (de) Remane, 1926 : « Morphologie und verwandtschaftsbeziehungen der aberranten gastrotrichen I », Zeitschrift für Morphologie und Ökologie der Tiere, vol. 5, no 4, p. 625-754.